# Haruspicia
Haruspicia era o practică religioasă romană ce consta în consultarea organelor animalelor sacrificate, cu scopul obținerii augurilor din partea zeilor.